# Glas-skinn
Glas-skinn (Galzinia incrustans) är en svampart som först beskrevs av Höhn. & Litsch., och fick sitt nu gällande namn av Erast Parmasto 1965. Glas-skinn ingår i släktet Galzinia och familjen Corticiaceae.  Arten är reproducerande i Sverige. Inga underarter finns listade i Catalogue of Life.